# Nanna Storr-Hansen
Nanna Storr-Hansen (født 9. juni 1991 på Hillerød Hospital) er en dansk digter.

## Baggrund
Hun er vokset op med sine forældre og tre ældre halvsøskende, der flyttede hjemmefra tidligt, hvorfor hun følte sig som et enebarn. De boede til at begynde med i en lejlighed i Farum Midtpunkt, men flyttede siden i hus tæt på skoven nær Farum Overdrev. Hun og faderen delte en interesse for billedkunst, hun malede, tegnede og ville i lang tid gerne på Kunstakademiet. Hun har fortalt, at hun som barn skrev mange lange historier og noveller, som hun læste op i klassen, og i gymnasiet melankolske sangtekster og digte, især på engelsk, med svulstige metaforer. Derudover spillede hun klassisk violin og klaver og sang, og mens hun gik på Allerød Gymnasium, spillede hun kammermusik og i orkester.  Efter gymnasiet læste hun Lars Skinnebachs I morgen findes systemerne igen (2004) og oplevede det "... som en litterær (gen)fødsel. Der var helt klart et før og et efter den."
Efter først at have studeret kunsthistorie begyndte hun i 2011 på litteraturvidenskab på Københavns Universitet. Mellem de to studier tilbragte hun et halvt år på Kunsthøjskolen i Holbæk, hvor hun blev undervist af digter Claus Handberg, der inspirerede hende til selv at skrive digte, og selv efter hun var stoppet på skolen, fortsatte han med at læse hendes digte og blev en slags mentor for hende. Sideløbende med universitetsstudiet gik hun endda på Københavns Kunstskole, men besluttede efter et skrivekursus på Testrup Højskole at satse fuldstændig på digtningen. Hun søgte i 2013 ind på Forfatterskolen første gang og blev optaget i 2014.
I 2016 dimitterede hun fra Forfatterskolen, og i 2017 blev hun uddannet bachelor i litteraturvidenskab fra Københavns Universitet. Hendes morfar var skolemand og organist Birger Storr-Hansen.

## Karriere
Hun debuterede i 2017 med digtsamlingen Spektakel til rosende ord fra anmelderne i flere af de landsdækkende dagblade, der blandt andet skrev, at hun "[med sin digtsamling] træder ... ind i dette univers med egne originale billeddannelser og en musikalitet, der både lader sig høre i stemmen og aflæse i det grafiske skriftbillede. Det er stærk og begavet poesi", mens Dagbladet Informations anmelder mente, at udgivelsen "hele vejen igennem [er] ekstremt stilsikker – ikke et ord er egentlig sat forkert – men den er kun rigtig god, når dens udsagn også er prægnante" og "på en mærkelig måde forglemmelig." Digtsamlingen kredser om emner som sprog, natur, dyr og krop, hvor det gennemgående jeg og dets stemme er bundet til det at være kvinde. Den grafiske udformning er også vigtig, og Politikens anmelder Lilian Munk Rösing skrev da også, at "det konkretistiske arbejde med det grafiske skriftbillede vidner om den bevidsthed om ordstoffets materialitet."
I 2018 udkom Mimosa, der blev nomineret til Montanas Litteraturpris, og hvormed Storr-Hansen ifølge anmelderne "imponerer med sin sikre og knappe præcision og enkle rytme" og "sprænger rammerne for klassisk økopoesi med sin feminine coolness, der trækker på teenagerens raseri" i det, Jyllands-Postens anmelder kaldte "en cocktail med champagne og appelsinjuice ... en frodig omgang økokritik." I 2019 udkom hendes tredje digtsamling, Lyngtarm.
Hun blev i henholdsvis marts 2018 og april 2019 tildelt arbejdslegater på hver 75.000 kroner af Statens Kunstfond, og projektstøtteudvalget har 2017-2018 desuden indirekte tildelt hende diverse midler, der beløber sig til 42.000 kroner, i forbindelse med udgivelsen af hendes debutdigtsamling, foreningen Litteraturen på Scenen, Storrs Antikvariat, der ejes af Benjamin Storr-Hansen, og Nordisk Teaterlaboratorium og Odin Teatrets lyrikarrangement Poesi på en torsdag. Hun har skrevet i Hvedekorn siden 2013.
I 2023 modtog hun Montanas Litteraturpris (2022) for digtsamlingen Bøgetid.

### Anklager om sexchikane
I forbindelse med #MeToo-bevægelsen beskrev hun den 11. december 2017 i et offentligt Facebook-opslag, hvordan den tidligere rektor for Forfatterskolen, Pablo Llambías, der havde forladt sin stilling i sommeren 2015, havde gjort flere seksuelle tilnærmelser til hende og ifølge hende misbrugt sin magt i det efterfølgende forløb – en udlægning Llambias ikke anfægtede hovedtrækkene i, mens Forfatterskolens bestyrelse over to år post factum bekræftede sexchikanesagen som årsagen til hans fratrædelse.

## Priser og legater
- Statens Kunstfonds arbejdslegat (2018)
- Statens Kunstfonds arbejdslegat (2019)
- Montanas Litteraturpris (2022)
- Statens Kunstfonds treårige arbejdslegat (2023)[18]

## Forfatterskab

### Bøger
- Storr-Hansen, Nanna (2017). Spektakel. Arena. ISBN 978-87-92684-61-5.
- Storr-Hansen, Nanna (2018). Mimosa. Gyldendal. ISBN 978-87-02-25173-9.
- Storr-Hansen, Nanna (2019).  Holm, Andreas Vermehren (red.). Lyngtarm. Bestiarium. Virkelig. ISBN 978-87-93499-43-0.
- Storr-Hansen, Nanna (2023). Bøgetid. Gyldendal. ISBN 9788702349412.

### Udvalgte bidrag
- Storr-Hansen, Nanna (2013). "Engang boede jeg ...". Hvedekorn (2). ISSN 0018-8093.
- Storr-Hansen, Nanna (2014). "Vi ligger på knæ og glor". Hvedekorn (3): 54. ISSN 0018-8093.
- Lindholm, Victor Boy, red. (2015). Greatest Kids 2014. Victor Boy Lindholm. ISBN 978-87-997988-0-3.
- Schultz, Laura Luise; Brixvold, Jeppe; Holm, Andreas Vermehren, red. (2016). Nyt teater. Legenda. Vol. 10. Basilisk. ISBN 978-87-93077-25-6.
- Storr-Hansen, Nanna;  et al. (2016). ‘Tegsd’ – Forfatterskolens Afgangsantologi 2016. Basilisk. ISBN 978-87-93077-28-7. {{cite book}}: Eksplicit brug af et al. i: |first= (hjælp)
- Storr-Hansen, Nanna (2017). "Bby". Victor B. Andersens Maskinfabrik. 42 (63). ISSN 0901-7151.
- Storr-Hansen, Nanna (11. december 2017). "Det var #ikkemig, der fik min rektor fyret". I DO ART. Hentet 15. august 2019.
- Storr-Hansen, Nanna (24. oktober 2018). "»Jeg ved, at hvis nogen kom til Jorden og ledte efter komplekst liv, ville de opsøge myrerne«". Politiken. Hentet 15. august 2019.
- Storr-Hansen, Nanna (8. december 2018). "Jeg kan ikke blive genert". Weekendavisen. Hentet 15. august 2019.